# Loxosomella alatum
Loxosomella alatum är en bägardjursart som först beskrevs av Barrois 1877.  Loxosomella alatum ingår i släktet Loxosomella och familjen Loxosomatidae. Inga underarter finns listade i Catalogue of Life.